# Brooks (Maine)
Brooks ist eine Town im Waldo County des Bundesstaates Maine in den Vereinigten Staaten. Im Jahr 2020 lebten dort 1010 Einwohner in 545 Haushalten auf einer Fläche von 65,71 km².

## Geographie
Nach dem United States Census Bureau hat Brooks eine Gesamtfläche von 65,71 km², von der 63,90 km² Land sind und 1,81 km² aus Gewässern bestehen.

### Geographische Lage
Brooks liegt zentral im Waldo County. Im Süden liegen der Lake Passagassawakeag, der Ellis Pond, der Halfmoon Pond und der Senborn Pond. Der Marsh Stream fließt in östliche Richtung durch die Town. Die Oberfläche ist leicht hügelig, der 258 m hohe Oak Hill ist die höchste Erhebung in dem Gebiet.

### Nachbargemeinden
Alle Entfernungen sind als Luftlinien zwischen den offiziellen Koordinaten der Orte aus der Volkszählung 2010 angegeben.
- Norden: Jackson, 8,9 km
- Nordosten: Monroe, 8,4 km
- Osten: Swanville, 8,9 km
- Südosten: Waldo, 8,3 km
- Westen: Knox, 7,8 km

### Stadtgliederung
In Brooks gibt es zwei Siedlungsgebiete: Brooks und South Brooks.

### Klima
Die mittlere Durchschnittstemperatur in Brooks liegt zwischen −7,8 °C (18 °F) im Januar und 20,0 °C (68 °F) im Juli. Damit ist der Ort gegenüber dem langjährigen Mittel der USA um etwa 9 Grad kühler. Die Schneefälle zwischen Oktober und Mai liegen mit bis zu zweieinhalb Metern mehr als doppelt so hoch wie die mittlere Schneehöhe in den USA; die tägliche Sonnenscheindauer liegt am unteren Rand des Wertespektrums der USA.

## Geschichte
Das Gebiet von Brooks gehörte zum Waldo Patent. Zunächst erfolgte eine Organisation als Plantation unter dem Namen Washington Plantation, am 10. Dezember 1816 erfolgte die Organisation zur Town, unter dem Namen Brooks. Die Namensgebung erfolgte zu Ehren von John Brooks, Gouverneur von Massachusetts.
Brooks liegt an der Bahnstrecke Burnham Junction–Belfast. Derzeit ist der Bahnverkehr eingestellt.

### Einwohnerentwicklung
| Volkszählungsergebnisse – Town of Brooks, Maine | Volkszählungsergebnisse – Town of Brooks, Maine | Volkszählungsergebnisse – Town of Brooks, Maine | Volkszählungsergebnisse – Town of Brooks, Maine | Volkszählungsergebnisse – Town of Brooks, Maine | Volkszählungsergebnisse – Town of Brooks, Maine | Volkszählungsergebnisse – Town of Brooks, Maine | Volkszählungsergebnisse – Town of Brooks, Maine | Volkszählungsergebnisse – Town of Brooks, Maine | Volkszählungsergebnisse – Town of Brooks, Maine | Volkszählungsergebnisse – Town of Brooks, Maine |
| Jahr                                            | 1800                                            | 1810                                            | 1820                                            | 1830                                            | 1840                                            | 1850                                            | 1860                                            | 1870                                            | 1880                                            | 1890                                            |
| ----------------------------------------------- | ----------------------------------------------- | ----------------------------------------------- | ----------------------------------------------- | ----------------------------------------------- | ----------------------------------------------- | ----------------------------------------------- | ----------------------------------------------- | ----------------------------------------------- | ----------------------------------------------- | ----------------------------------------------- |
| Einwohner                                       |                                                 |                                                 | 318                                             | 601                                             | 910                                             | 1021                                            | 988                                             | 868                                             | 877                                             | 730                                             |
| Jahr                                            | 1900                                            | 1910                                            | 1920                                            | 1930                                            | 1940                                            | 1950                                            | 1960                                            | 1970                                            | 1980                                            | 1990                                            |
| Einwohner                                       | 669                                             | 704                                             | 691                                             | 729                                             | 744                                             | 747                                             | 758                                             | 751                                             | 804                                             | 900                                             |
| Jahr                                            | 2000                                            | 2010                                            | 2020                                            | 2030                                            | 2040                                            | 2050                                            | 2060                                            | 2070                                            | 2080                                            | 2090                                            |
| Einwohner                                       | 1022                                            | 1078                                            | 1010                                            |                                                 |                                                 |                                                 |                                                 |                                                 |                                                 |                                                 |

## Kultur und Sehenswürdigkeiten

### Bauwerke
In Brooks wurde ein Bauwerk unter Denkmalschutz gestellt und ins National Register of Historic Places aufgenommen.
- Maine Central Railroad Depot, 2009 unter der Register-Nr. 09000595.[10]

## Wirtschaft und Infrastruktur

### Verkehr
Die Maine State Route 139 verläuft in westöstlicher Richtung durch das Gebiet. Von ihr  zweigt die Maine State Route 203 in südliche Richtung ab und im Village Brooks kreuzt die Maine Street 7, die in nordsüdliche Richtung verläuft.

### Öffentliche Einrichtungen
Es gibt keine medizinischen Einrichtungen in Brooks. Die nächstgelegenen befinden sich in Belfast.
In Brooks gibt es keine Bücherei. Die nächstgelegene befindet sich in Belfast.

### Bildung
Brooks gehört mit Freedom, Jackson, Knox, Liberty, Monroe, Montville, Thorndike, Troy, Unity und Waldo zur RSU #3.
Im Schulbezirk werden folgende Schulen angeboten:
- Monroe Elementary School in Monroe
- Morse Memorial Elementary School in Brooks
- Mount View Elementary in Thorndike
- Mount View Middle School in Thorndike
- Mount View High School in Thorndike
- Troy Elementary in Troy
- Unity School in Unity
- Walker Elementary in Liberty

## Persönlichkeiten

### Söhne und Töchter der Stadt
- Eben L. Elwell (1921–2009), Politiker und Maine State Treasurer